# Khidr

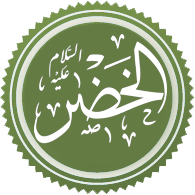
De naam Khidr in het Arabisch.

Khidr (Arabisch: الخضر, Al-Khidr) is een figuur uit de tijd van de profeet Musa (Mozes). Zijn verhaal wordt verteld in de Koran in hoofdstuk De Spelonk. Hoewel hij niet bij naam wordt genoemd in de Koran, wordt hij door islamitische geleerden genoemd als de figuur die in Koran wordt beschreven als een dienaar van Allah (God) aan wie kennis is gegeven en die door Musa werd ondervraagd over de vele schijnbaar oneerlijke of ongepaste daden die hij (Khidr) ondernam (het tot zinken brengen van een schip, het doden van een jongeman, het vergelden van ongastvrijheid door een muur te repareren). Aan het einde van het verhaal legt Khidr de omstandigheden uit die Musa niet kende en die elk van de daden rechtvaardig en gepast maakten.